# Jakob Miller (Politiker)
Jakob Miller (* 30. Oktober 1822 in München; † 28. Juni 1884 in Obergünzburg) war ein bayerischer Beamter und Mitglied des Zollparlaments.

## Leben
Jakob Miller studierte Rechts- und Staatswissenschaft in München, Heidelberg sowie Erlangen und promovierte zum Dr. iur.
Nach einer Tätigkeit bei der Königlichen Generalzolladministration in München war er Oberzollinspektor in Pfronten.
Von 1868 bis 1870 war er Mitglied des Zollparlaments für den Wahlkreis Schwaben 5 (Kaufbeuren, Mindelheim, Oberdorf, Füssen). Er vertrat die politische Richtung der Bayerischen Patriotenpartei.